# ACM Guide to Computing Literature
ACM Guide to Computing Literature es una base de datos publicada por la Association for Computing Machinery (ACM), que categoriza la mayor parte de la literatura de ciencias de la computación. Contiene citas de todas las publicaciones ACM, así como literatura de otras publicaciones.
La "Guía" fue publicada en impreso desde 1977 hasta 1997. Todas las citas incluidas en la versión impresa desde 1987 hasta 1997 han sido incluidas en la base de datos en línea; las citas previas a 1987 no necesariamente se encuentran en la versión en línea.
Esta Guía no debe confundirse con la ACM Digital Library. Esta última provee textos completos de publicaciones, revistas y conferencias auspiciadas o publicadas por la ACM.